# Barbara Junge
Pour les articles homonymes, voir Junge.
Barbara Junge, née Becher à Neustadt an der Orla, dans le quartier de Neunhofen (Thuringe) le 14 novembre 1943, est une réalisatrice de films documentaires, scénariste et monteuse allemande connue principalement pour le projet Die Kinder von Golzow, un documentaire à long terme qu'elle a réalisé avec son mari, Winfried Junge.